# Carmen de Zulueta Cebrián
Carmen de Zulueta Cebrián (Madrid, 26 de novembre de 1916 - Nova York, 1 de maig de 2010) fou una escriptora, filòsofa i professora espanyola exiliada als Estats Units després de la Guerra Civil espanyola.
Carmen era filla d'Amparo Cebrián i de l'ambaixador i advocat Luis de Zulueta, defensor del socialista Julián Besteiro, que també era el seu cunyat, en estar casat amb Dolores Cebrián Fernández de Villegas, germana d'Amparo. Va ser alumna de l'Instituto Escuela, de la Institución Libre de Enseñanza, i posteriorment va estudiar Filosofia i Lletres a la Universitat de Madrid. Per part del seu pare era neboda de l'important biòleg Antonio de Zulueta.
La Guerra Civil la va sorprendre a Roma, on aleshores el seu pare era ambaixador de la República Espanyola a la Santa Seu. Després de passar per Anglaterra, França i Colòmbia va obtenir una beca per ampliar els seus estudis als Estats Units, enriquint la seva ja àmplia formació prèvia en el Radcliffe College (Universitat Harvard).
Als Estats Units va desenvolupar la seva carrera acadèmica i docent, ensenyant llengua i literatura espanyola a diverses institucions com la Universitat Harvard, el Wheaton College d'Illinois i la City University of New York (CUNY), en la qual va acabar dirigint el Departament de Llengües Romàniques. Als Estats Units va conèixer el seu marit, amb qui va viatjar a Brasil fins que esclatà la Segona Guerra Mundial, moment que van decidir tornar a Nova York, on tindria, des de llavors fins al final de la seva vida, la seva residència permanent, que es convertí en un punt de reunió social habitual dels intel·lectuals espanyols a l'exili. Va començar la seva carrera d'escriptora un cop jubilada, l'any 1984.
L'any 1989 va ser guardonada amb el Llaç de Dama de l'Orde d'Isabel la Catòlica per la seva tasca de difusió de la cultura espanyola.

## Obres
- Caminos de España y de América, Madrid, Residencia de Estudiantes, (ISBN 84-95078-29-5)
- Cien años de educación de la mujer española, Madrid, 1992
- Compañeros de paseo, s.l, 2001
- Ni convento ni college. La Residencia de Señoritas, Madrid, CSIC, 1993
- La España que pudo ser. Memorias de una institucionista republicana, Murcia, Universidad, 2000
- Misioneras, feministas, educadoras: historia del Instituto Internacional, Madrid, Castalia, 1984